# Sarcófago
„Sarcófago“ е бивша влиятелна блек метъл група сформирана през 1985 г. в Бело Оризонти от оригиналния вокалист на Sepultura Вагнер Ламуниер.

## История
Името Sarcófago означава на португалски и испански саркофаг. Вагнер Ламуниер, който напуска Sepultura през март 1985 г. е поканен да се присъедини към новата група. Sepultura нямат издадени албуми с него, като той участва само в реализирането на песента Antichrist от Bestial Devastation EP.

## Състав
| Последни членове - Вагнер Ламуниер – вокали и китара (1985 – 2000) - Джералдо Минели – бас (1986 – 2000) - Еухенио – барабани (1994 – 2000) |  | Предишни членове - Армандо Сампайо – барабани (1985 – 1986) - Жуниньо – бас (1985 – 1986) - Зебър – китара (1985 – 1987) - Едуардо – барабани (1986 – 1987) - Фабио – китара (1991 – 1993) - Лусио Оливър – барабани (1991 – 1993) |

## Дискография
| - 1987 – I.N.R.I. - 1989 – Rotting - 1991 – The Laws of Scourge - 1994 – Hate - 1997 – The Worst - 1992 – Crush, Kill, Destroy - 2000 – Crust - 1996 – Decade of Decay |